# Niederschmiedeberg
Niederschmiedeberg ist ein Ortsteil der sächsischen Gemeinde Großrückerswalde im Erzgebirgskreis.

## Geografie

### Lage
Niederschmiedeberg liegt etwa 5,5 Kilometer südwestlich von Marienberg im Erzgebirge. Die Ortslage erstreckt sich über etwa 1,5 Kilometer beiderseits der Preßnitz im gleichnamigen, an dieser Stelle tief eingeschnittenen Tal.
Durch den Ort führt die Staatsstraße 220 Mittelschmiedeberg–Schönbrunn, über die Kreisstraße 8150 besteht Anschluss an das südlich gelegene Arnsfeld sowie die Staatsstraße 218 Annaberg-Buchholz–Reitzenhain.

### Nachbarorte
| Mauersberg | Großrückerswalde                            | Schindelbach       |
|            | Kompassrose, die auf Nachbargemeinden zeigt |                    |
| Mildenau   | Arnsfeld                                    | Mittelschmiedeberg |

## Geschichte

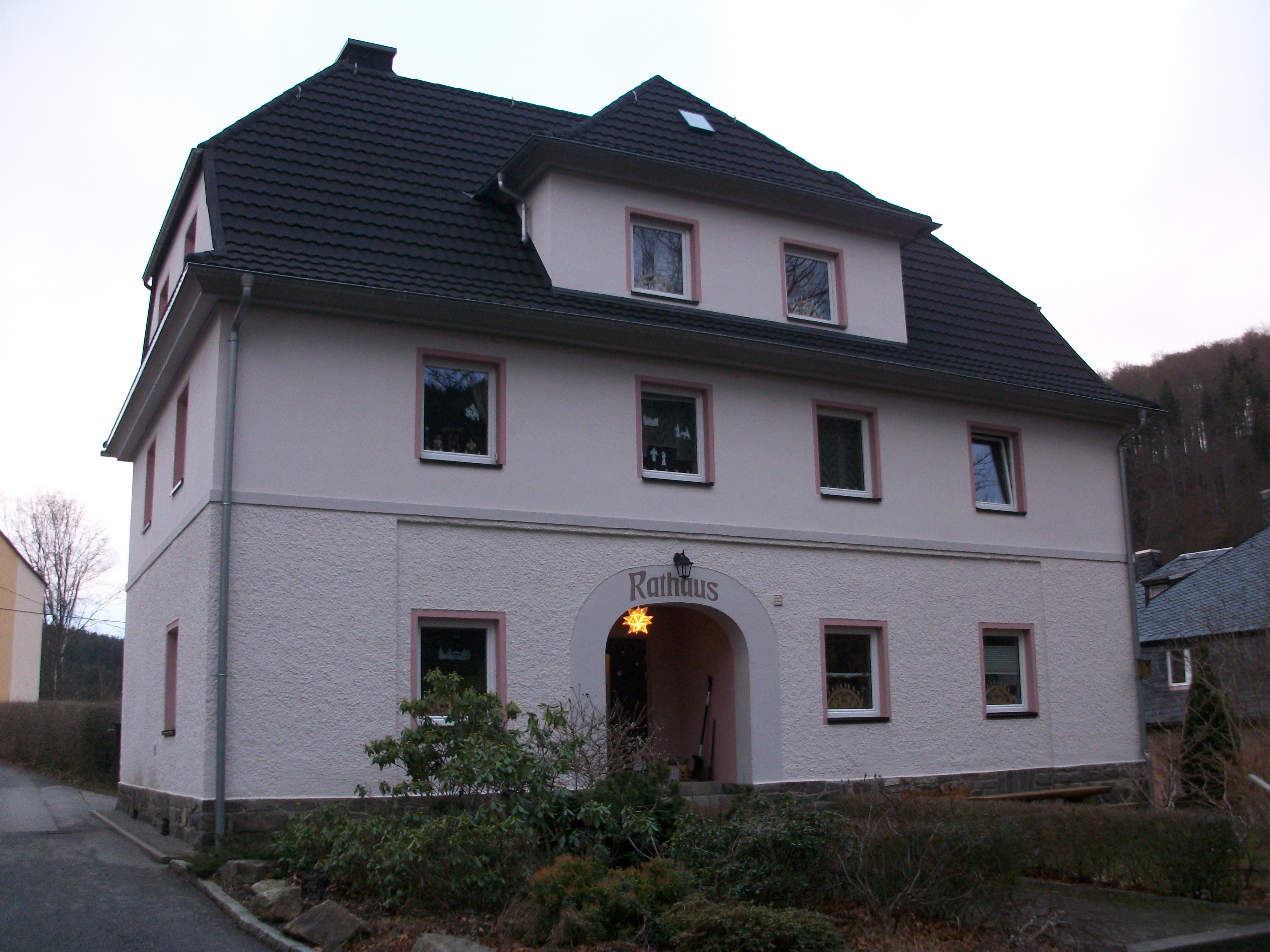
Rathaus

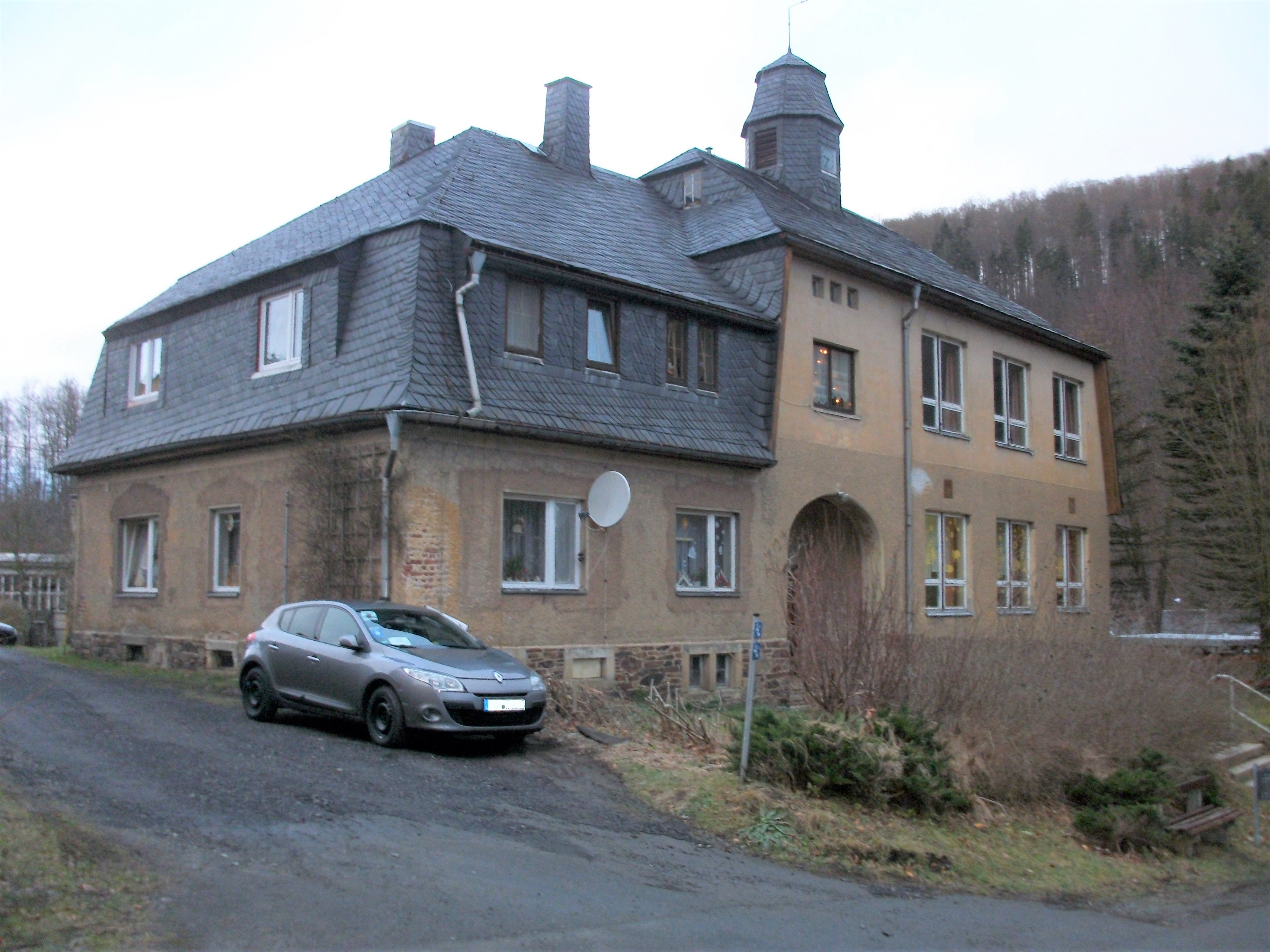
Ehemalige Schule

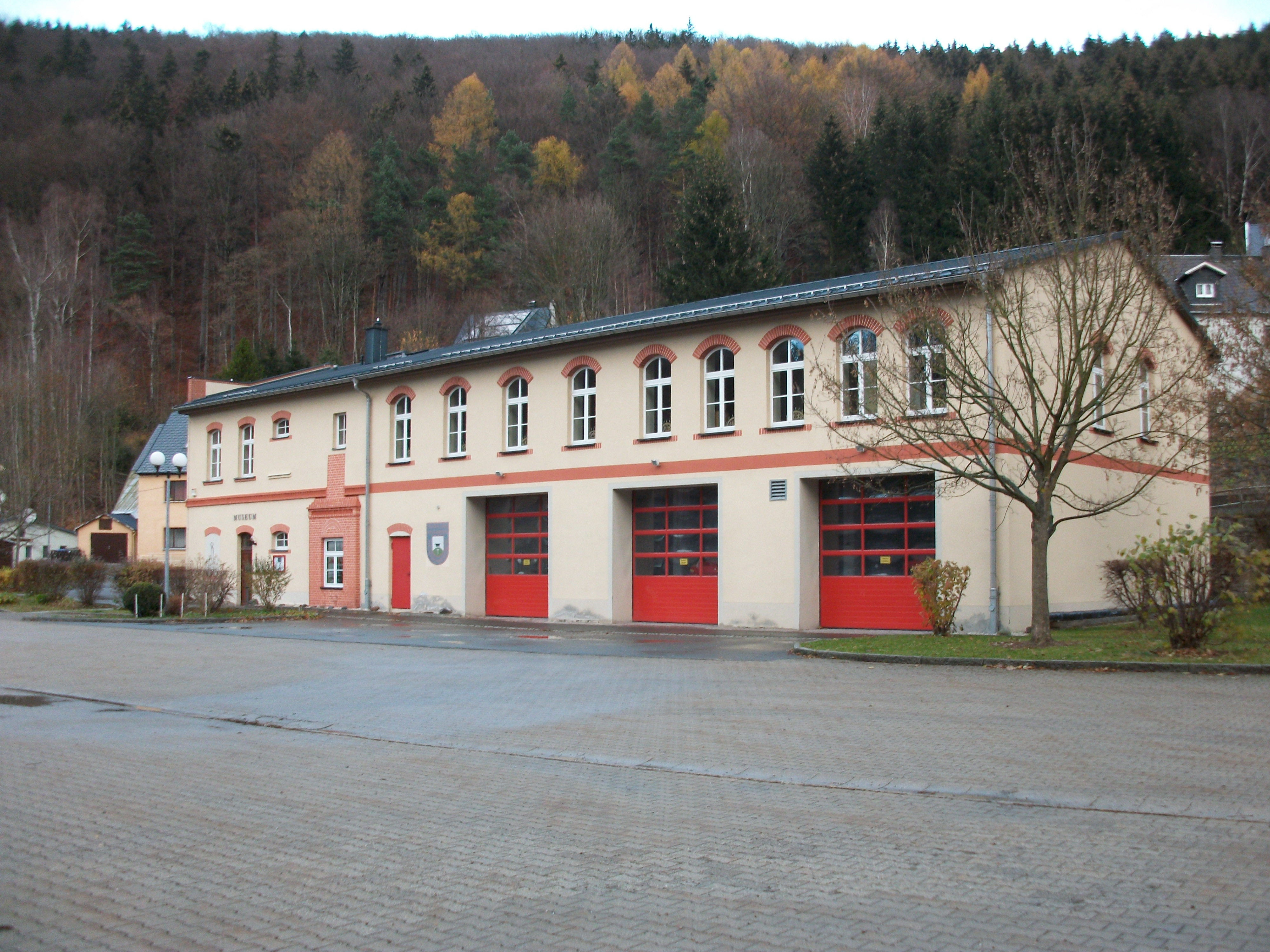
Freiwillige Feuerwehr und Preßnitztalmuseum

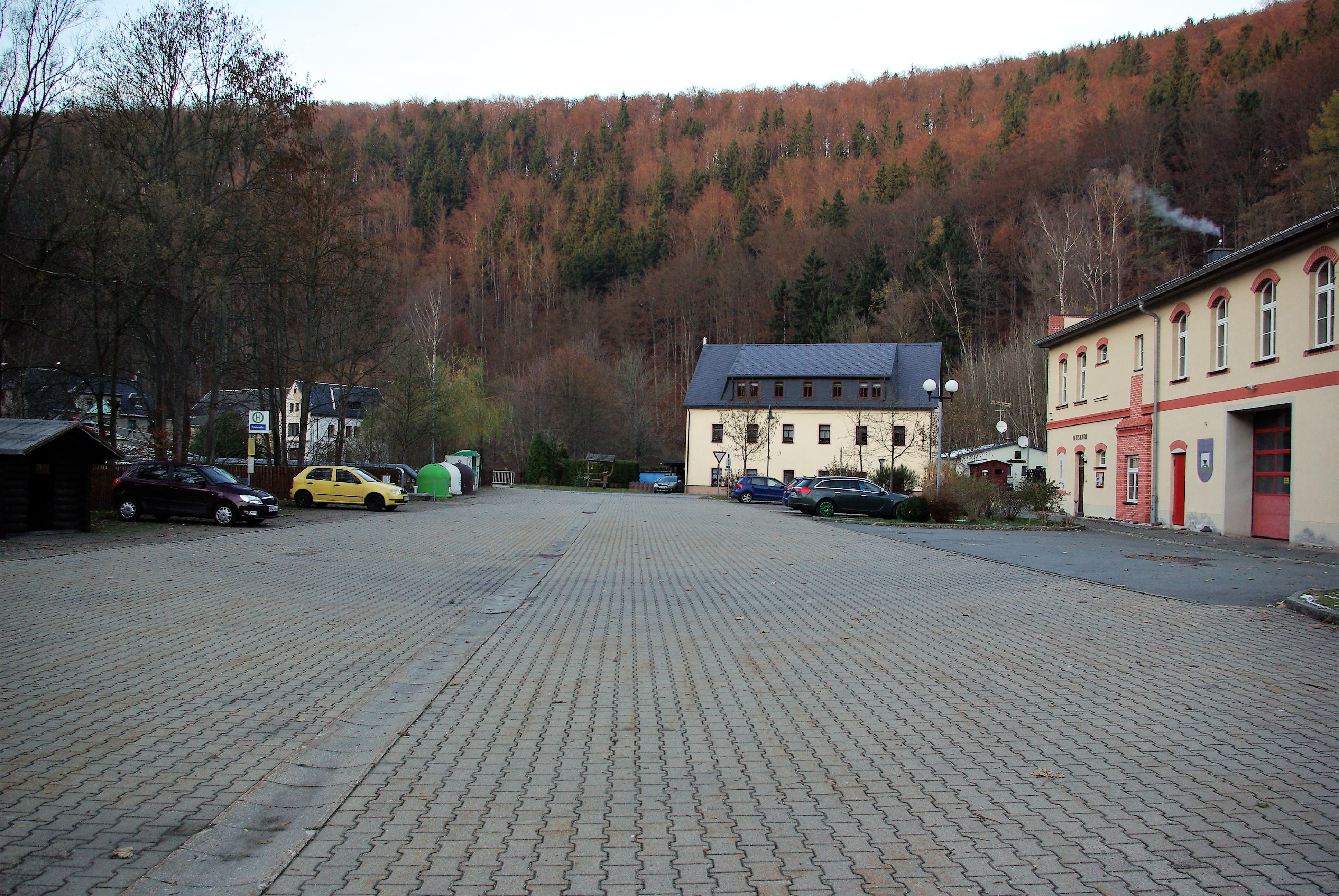
Ehemaliges Bahnhofsareal (2017)

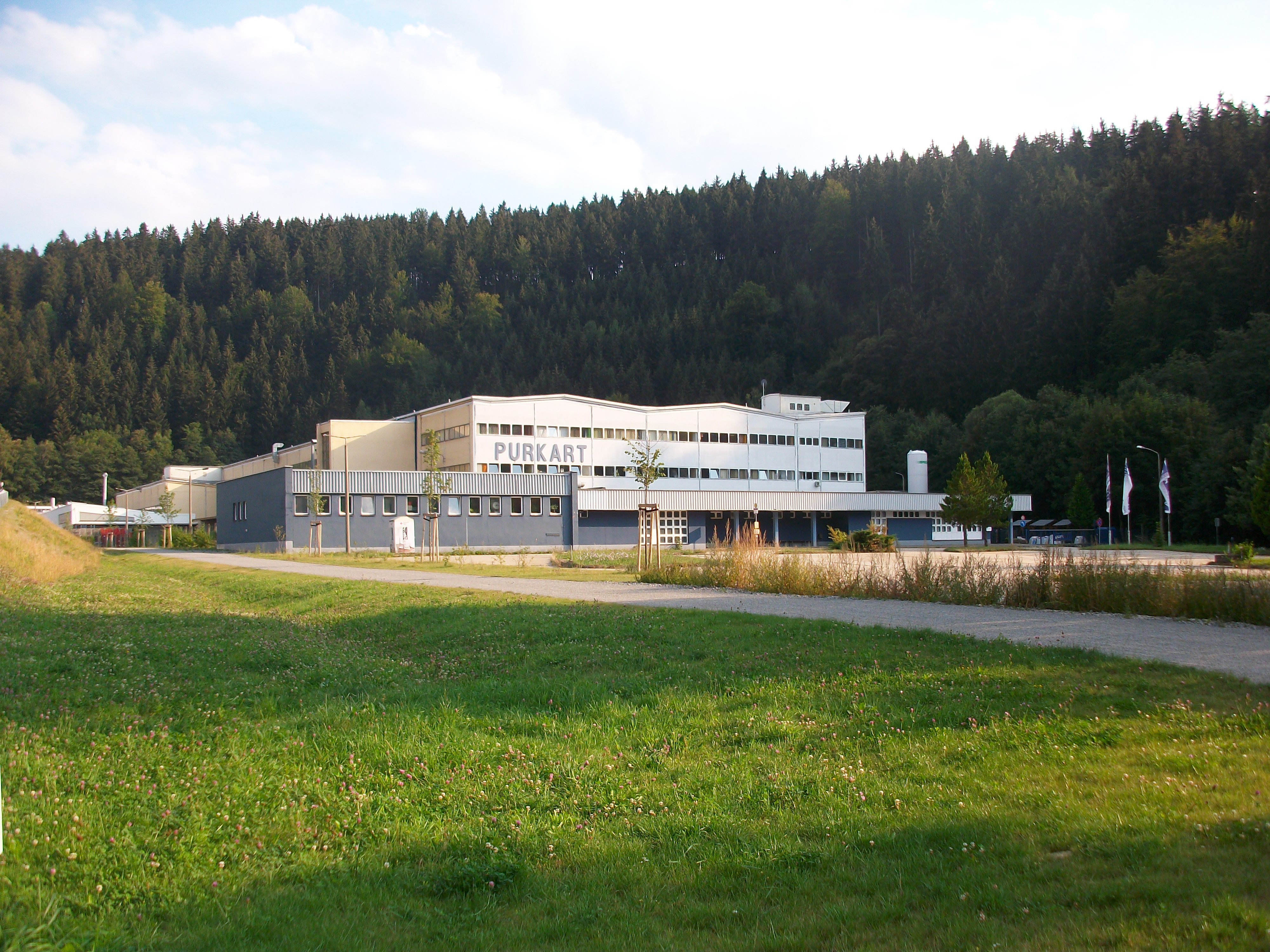
Firma Purkart

Die erste urkundliche Erwähnung datiert auf das Jahr 1501 als der nyder hamer schmit. Die ältesten Urkunden über Bergbau in Niederschmiedeberg datieren aus dem Jahr 1563, 1655 wurde hier nachweislich Eisenerz gefördert. Bereits 1540 werden im Kirchenvisitationsprotokoll von Arnsfeld, zu dem Niederschmiedeberg seit 1539 gepfarrt ist, Zwei Schmidewergk genannt, womit Ober- und Niederschmiedeberg gemeint sind.
1545 erhielten die Brüder Dionis und Gall Forwerger das Hammerwerk niderhammer oder Schmidtwergk zu Lehn. Zuvor war ihr Vater Hans Forwerger der Besitzer. In der zweiten Hälfte des 16. Jahrhunderts gehörten die Anlagen dem 1592 verstorbenen Andreas Siegel, danach Melchior Siegel. 1661 verkaufte die Familie Siegel den inzwischen wüst gewordenen Hammer an Kaspar von Berbisdorf, Herrn auf Rückerswalde und Kühnhaide, der das Hammerwerk wieder aufbaute. Ihm folgte sein Sohn Kaspar Siegismund von Berbisdorf sen., der später auch die Werke Neunzehnhain, Schmalzgrube, Mittel- und Oberschmiedeberg erwarb und erfolgreich betrieb. Sein Sohn Kaspar Siegismund von Berbisdorf jun. jedoch, ging aufgrund seines ausschweifenden Lebensstils 1739 bankrott, woraufhin seine Gattin kurzzeitig die Geschäfte führte.
Der Besitz wurde schließlich versteigert. 1744 erwarb Friedrich Ludwig Graf zu Solms-Wildenfels und Tecklenburg das Rittergut Rückerswalde, die Werke Niederschmiedeberg und Kühnhaide sowie die zugehörigen Dörfer. Pächter der Hammerwerke war Johann Christoph Leibold. Während in Kühnhaide die Roheisenerzeugung erfolgte, befanden sich in Niederschmiedeberg die Anlagen für die Blechherstellung. 1814 werden für Niederschmiedeberg zwei Blechfeuer und ein Zinnhaus genannt.
Nachdem das Hammerwerk Kühnhaide-Niederschmiedeberg ab 1815 stillstand, übernahm der Oberforst- und Wildmeister Johann Georg Friedrich Adolph von Zeng 1818 die Anlagen von den Grafen von Solms. Albert Schiffner erwähnt das Hammerwerk in seiner „Beschreibung von Sachsen“ 1845 als zu Kühnhaide gehörig, es wird jedoch angenommen, dass der Betrieb bereits zwischen 1820 und 1830 zum Erliegen gekommen ist.
Ernst Wilhelm Richter beschreibt den Ort 1852 in seiner „Beschreibung des Königreiches Sachsen“ folgendermaßen:
„Niederschmiedeberg, 186 Einwohner, die ihre 32 Häuser und geringen Felder nur gegen einen bedeutenden Zins an die Herrschaft zu Großrückerswalde in Erbpacht haben und sich meist mit Holzarbeit beschäftigen; es gibt hier 1 Mahl-, 1 Oel- und 2 Bretmühlen; die Schule aber befindet sich mit in dem von der Herrschaft zu unterhaltenden Armenhause.“
1844 wurde eine Schneidmühle errichtet. Niederschmiedeberg gehörte bis 1856 zum Amt Wolkenstein. Etwa 1885 begann die Industrialisierung des Ortes, die Mahl- und Schneidmühle wurde zu einer Papierfabrik umgebaut und es entstanden zwei weitere Papierfabriken.

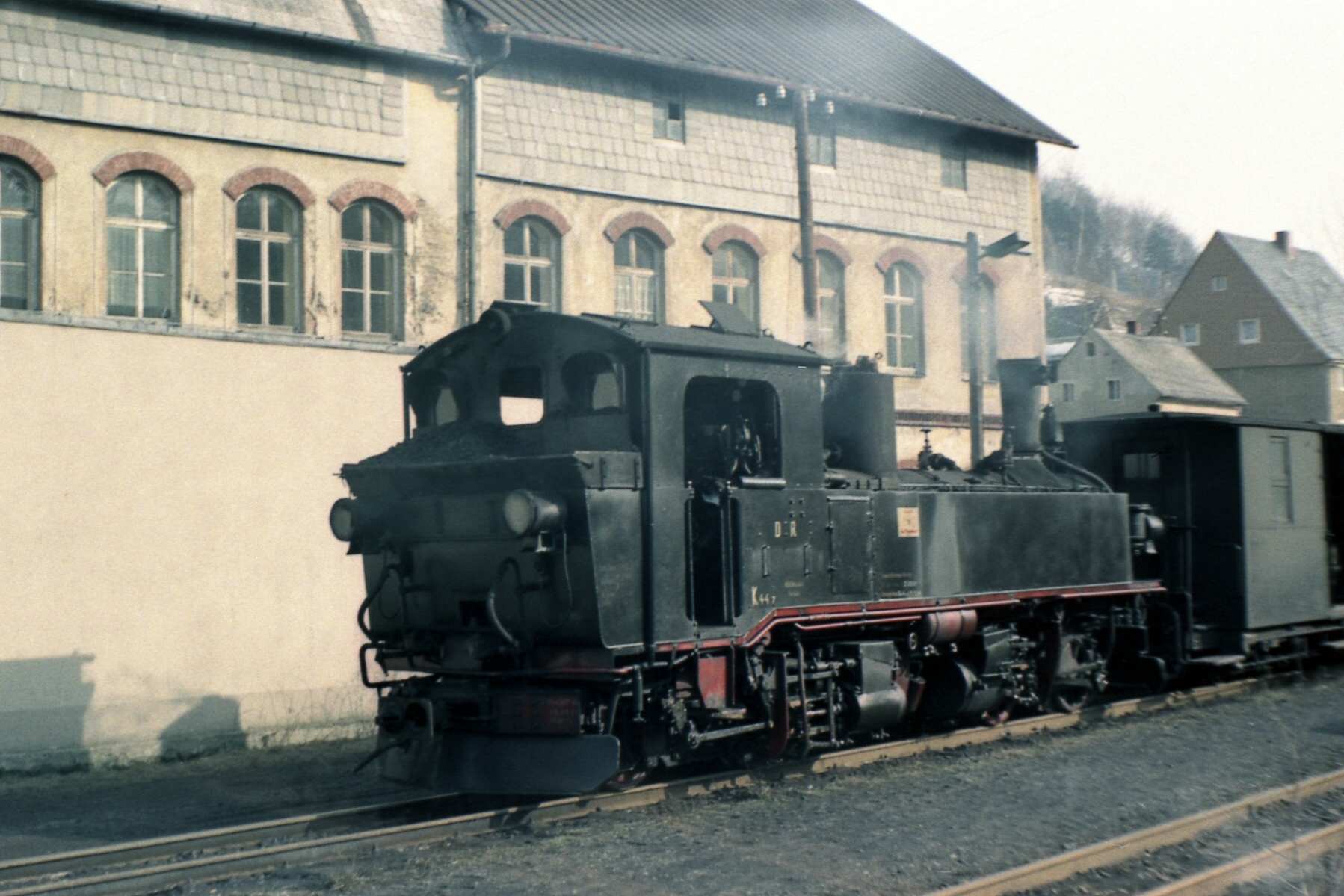
Zug der Schmalspurbahn Wolkenstein–Jöhstadt vor der ehemaligen Pappenfabrik Karl Bessler (1984)

Mit dem Bau der Schmalspurbahn Wolkenstein–Jöhstadt erhielt Niederschmiedeberg 1892 mit der gleichnamigen Haltestelle Eisenbahnanschluss, 1905 erfolgte die Aufstufung zum Bahnhof.
1897 wurden der Friedhof sowie ein Betraum eingeweiht. 1903 wurde eine Postagentur eingerichtet und 1907 wurde ein neues Schulgebäude, vom Architekten Ernst Kühn, fertiggestellt. Bereits 1913 wurde eine elektrische Straßenbeleuchtung in Betrieb genommen und 1924 die ersten privaten Telefonanschlüsse verlegt.
Das Rathaus wurde 1927 erbaut. 1935 wurde in einem ehemaligen Brauchwasserbassin der Papierfabrik ein Freibad eingerichtet. Diese Papierfabrik wurde 1946 als Reparationsleistung demontiert. Durch den „VEB DKK Scharfenstein“ wurde 1955 ein Zweigwerk zur Endmontage von Kühlschränken eingerichtet. Dieses Werk bestimmte bis zur politischen Wende 1990 die Wirtschaft im Ort.
Mit Einstellung des Verkehrs auf dem Abschnitt Niederschmiedeberg–Jöhstadt am 13. Januar 1984 wurde der Bahnhof fortan oberer Endpunkt der Strecke. Der Güterverkehr für das Zweigwerk des VEB DDK Scharfenstein auf dem Reststück wurde bis zum 20. November 1986 aufrechterhalten, da erst die nötigen Voraussetzungen für den endgültigen Verkehrsträgerwechsel geschaffen werden mussten. Bis 1989 wurden die Gleisanlagen etappenweise abgebaut.
Zum 1. Januar 1994 wurde Niederschmiedeberg nach Großrückerswalde eingemeindet.
Im August 2006 wurde im Gebäude einer ehemaligen Pappenfabrik im Ortszentrum das „Preßnitztalmuseum“ eröffnet, welches sich mit der Wirtschafts- und Kulturgeschichte der Preßnitztalregion beschäftigt.

## Entwicklung der Einwohnerzahl
| Jahr | Einwohnerzahl |
| ---- | ------------- |
| 1834 | 157           |
| 1871 | 243           |
| 1890 | 386           |
| 1910 | 475           |

| Jahr | Einwohnerzahl |
| ---- | ------------- |
| 1925 | 513           |
| 1939 | 567           |
| 1946 | 589           |
| 1950 | 714           |

| Jahr | Einwohnerzahl |
| ---- | ------------- |
| 1964 | 635           |
| 1990 | 437           |
| 1993 | 409           |
| 2009 | 362           |

## Persönlichkeiten

### Söhne und Töchter der Gemeinde
- Ernst Mey (* 5. September 1844 in Niederschmiedeberg; † 30. Januar 1903 in Leipzig), Kaufmann, Begründer des deutschen Versandhandels.

### Personen in Verbindung mit dem Ort
- Arno Bach, Dampfkesselspezialist in der Papierfabrik, rettete 1945 zwei jüdischen Häftlingen das Leben, als sie auf einem Todesmarsch dem Transportzug entfliehen konnten. Am 23. Dezember 1987 wurden er, seine Frau Margarete, Luise und Alfred Griesmann sowie Frieda Löser von Yad Vashem als „Gerechte unter den Völkern“ geehrt.

## Religion
Niederschmiedeberg gehört zur ev.-luth. Kirche in Arnsfeld im Kirchenbezirk Annaberg. Einmal im Monat finden Gottesdienste im ehemaligen Schulhaus im Ort statt. Die Konfirmanden werden in der Kirche in Arnsfeld konfirmiert. Seit 1897 hat Niederschmiedeberg einen eigenen Friedhof.